# Осторожно, обезьянки!
«Осторожно, обезьянки!» — советский мультипликационный фильм, второй из серии «Обезьянки». В этом выпуске впервые звучит песня «В каждом маленьком ребёнке…».

## Награды
Мультфильм удостоен приза за лучший мультипликационный фильм для детей на 18-м Всесоюзном кинофестивале (Минск, 1985 год).

## Сюжет
Обезьянки, как всегда, активно шалят в зоопарке. Мама-обезьяна занята стиркой, а самый маленький пьёт молоко из бутылки. Но молоко закончилось, Мама-обезьяна укладывает кроху в коляску и отправляется за молоком в город. Она не замечает, как малыши прячутся в коляске. По пути обезьянки вылезают из коляски и начинают подражать окружающим. Поглядев на садовника, хватают садовые ножницы и стригут живую изгородь заодно с шевелюрой садовника. Дальше малыши видят девушку, которая подыскивает подходящий гаечный ключ, чтобы открутить в моторе своего «Москвича-407» свечу зажигания, и совместными усилиями раскручивают её машину на запчасти, из которых собирают велосипед. Прибежавшая следом мама-обезьяна собирает автомобиль из деталей обратно, и он превращается в престижную красную «Волгу» («ГАЗ-24»). Обезьянки бегут по городу, видят приготовленные для ремонта дома краски и кисти, и начинают красить стену вместе с окном. Хозяин одной из квартир дома думает, что наступила ночь, потому что обезьянки закрасили его окно и в комнате стало темно. Подоспевшая мама-обезьяна отмывает окно и бежит следом. Она успевает подбежать к мосту и вместе с малышами вытащить из реки парня, упавшего в воду вместе с большой картонной коробкой. Спасённый парень достаёт из коробки и дарит обезьянкам телевизор.
Снова зоопарк. Кроха пьёт молоко из цистерны через трубочку. Мама устала и задремала в кресле. Малыши заворожённо смотрят по телевизору футбол и мечтают оказаться на стадионе и схватить футбольный мяч, что у них и получается.

## Создатели
| автор сценария             | Григорий Остер                                                                                                  |
| кинорежиссёры              | Майя Мирошкина, Леонид Шварцман                                                                                 |
| художник-постановщик       | Леонид Шварцман                                                                                                 |
| кинооператор               | Майя Попова |
| музыка                     | Андрея Макаревича, Александра Кутикова, Александра Зайцева исполняет ансамбль «Машина времени»                  |
| звукооператор              | Борис Фильчиков                                                                                                 |
| художники-мультипликаторы: | Виолетта Колесникова, Татьяна Померанцева, Виктор Арсентьев, Александр Горленко, Олег Комаров, Владимир Захаров |
| художники:                 | Алла Горева, Вера Харитонова, Александр Гурьев, Сергей Маракасов                                                |
| ассистент режиссёра        | Татьяна Домбровская                                                                                             |
| монтажёр                   | Елена Белявская                                                                                                 |
| редактор                   | Раиса Фричинская                                                                                                |
| директор съёмочной группы  | Любовь Бутырина                                                                                                 |